# Jake Brigham
Pour les articles homonymes, voir Brigham.
Jacob Daniel Brigham (né le 10 février 1988 à Winter Garden, Floride, États-Unis) est un lanceur droitier de baseball évoluant en 2016 avec les Kiwoom Heroes de la KBO.
En 2015, il joue dans la Ligue majeure de baseball pour les Braves d'Atlanta.

## Carrière
Jake Brigham est repêché au 6e tour de sélection par les Rangers du Texas en 2006. Il amorce sa carrière professionnelle la même année en ligues mineures avec un club affilié aux Rangers. En novembre 2007, il subit une opération Tommy John au coude qui l'empêche de disputer la saison 2008. 
Le 30 juillet 2012, alors qu'il est toujours en ligues mineures, Brigham est échangé par les Rangers aux Cubs de Chicago en retour du receveur Geovany Soto. Son passage dans l'organisation des Cubs est très bref : le 20 novembre suivant, Chicago le renvoie aux Rangers du Texas en échange du lanceur droitier des ligues mineures Barret Loux. Après avoir joué avec des clubs des mineures affiliés aux Rangers jusqu'en 2013, il passe un an avec des clubs-écoles des Pirates de Pittsburgh en 2014. C'est au cours de cette saison qu'il atteint pour la première fois le niveau Triple-A des mineures.
Brigham rejoint les Braves d'Atlanta avant le début de la saison 2015 et, après 9 ans en ligues mineures, fait enfin ses débuts dans le baseball majeur le 30 juin 2015. Comme lanceur de relève, il lance 3 manches pour les Braves sans accorder de point aux Nationals de Washington lors de ces débuts. Il fait 12 apparitions au monticule pour Atlanta en 2015, lançant 16 manches et deux tiers au total en relève, mais accordant 16 points mérités pour une moyenne de 8,64 avec une défaite comme seule décision.
En décembre 2015, Brigham rejoint pour la saison 2016 l'équipe des Tohoku Rakuten Golden Eagles de la Ligue Pacifique du Japon.